# Samplingsfrekvens
Samplingsfrekvens (også samplingfrekvens eller samplefrekvens) er den frekvens hvormed man sampler et analogt signal, og den er således en karakteristik af en analog-til-digital-konverter og et digital signal.
Den halve samplingsfrekvens kaldes normalt Nyquist-frekvensen:
fs = 2 fnyquist
Samplingsfrekvensen for en almindelig musikcd er 44,1 kHz.
Professionelt musikudstyr bruger ofte en samplingsfrekvens på 48 kHz eller 96 kHz.